# Чоботи-скороходи

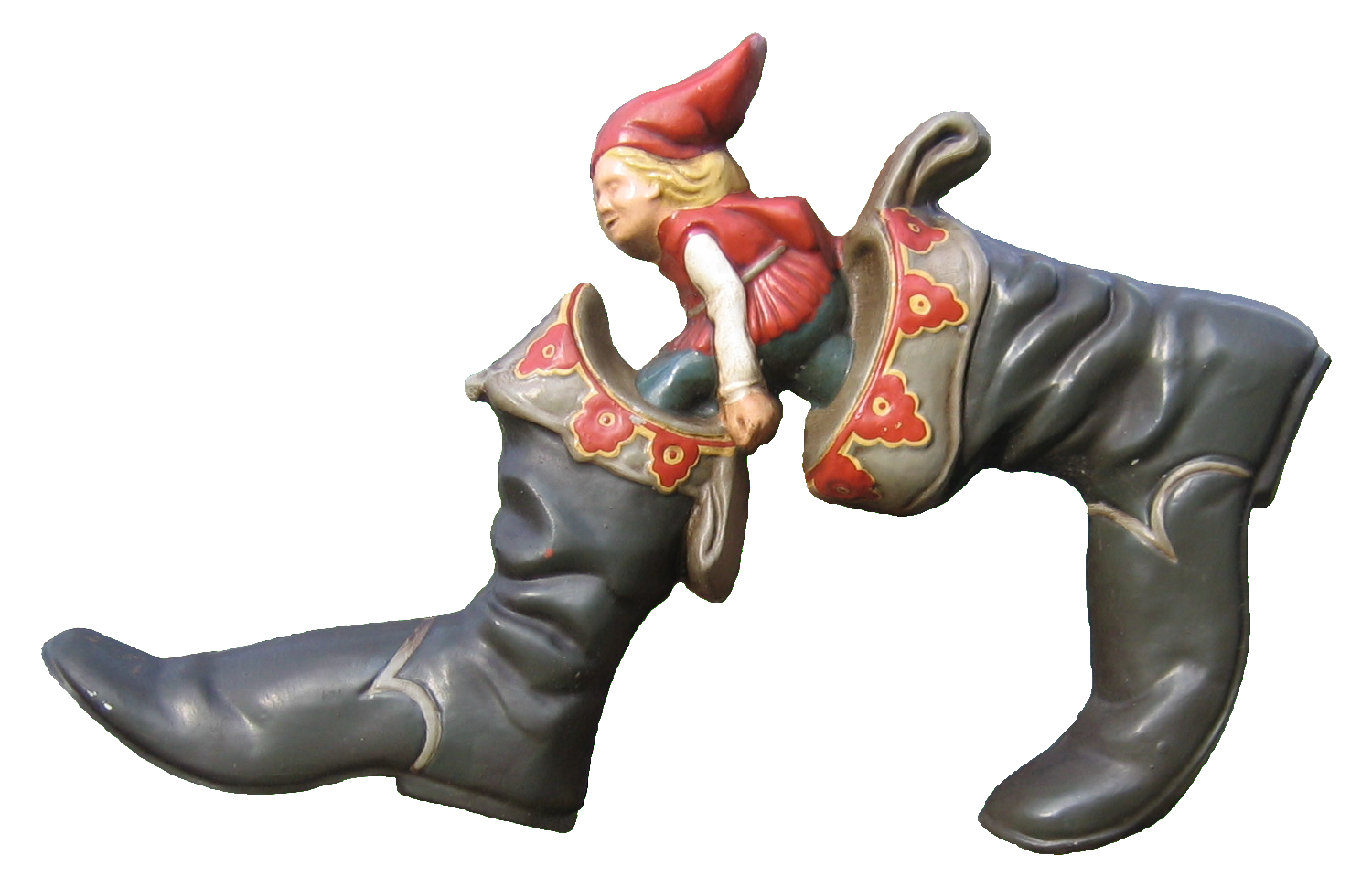
Хлопчик-мізинчик в чоботах-скороходах

Чоботи-скороходи, вони ж семимильні чоботи — чарівне взуття, яке фігурує в європейських, в тому числі слов'янських, казках.
Той, хто одягає ці чоботи, отримує здатність пересуватися з великою швидкістю: кожен зроблений крок переносить власника чобіт на значну відстань (звідси «семимильні», тобто як варіант, кожен крок дорівнює семи милям).